# Descente (gouttière)
Pour les articles homonymes, voir Descente.

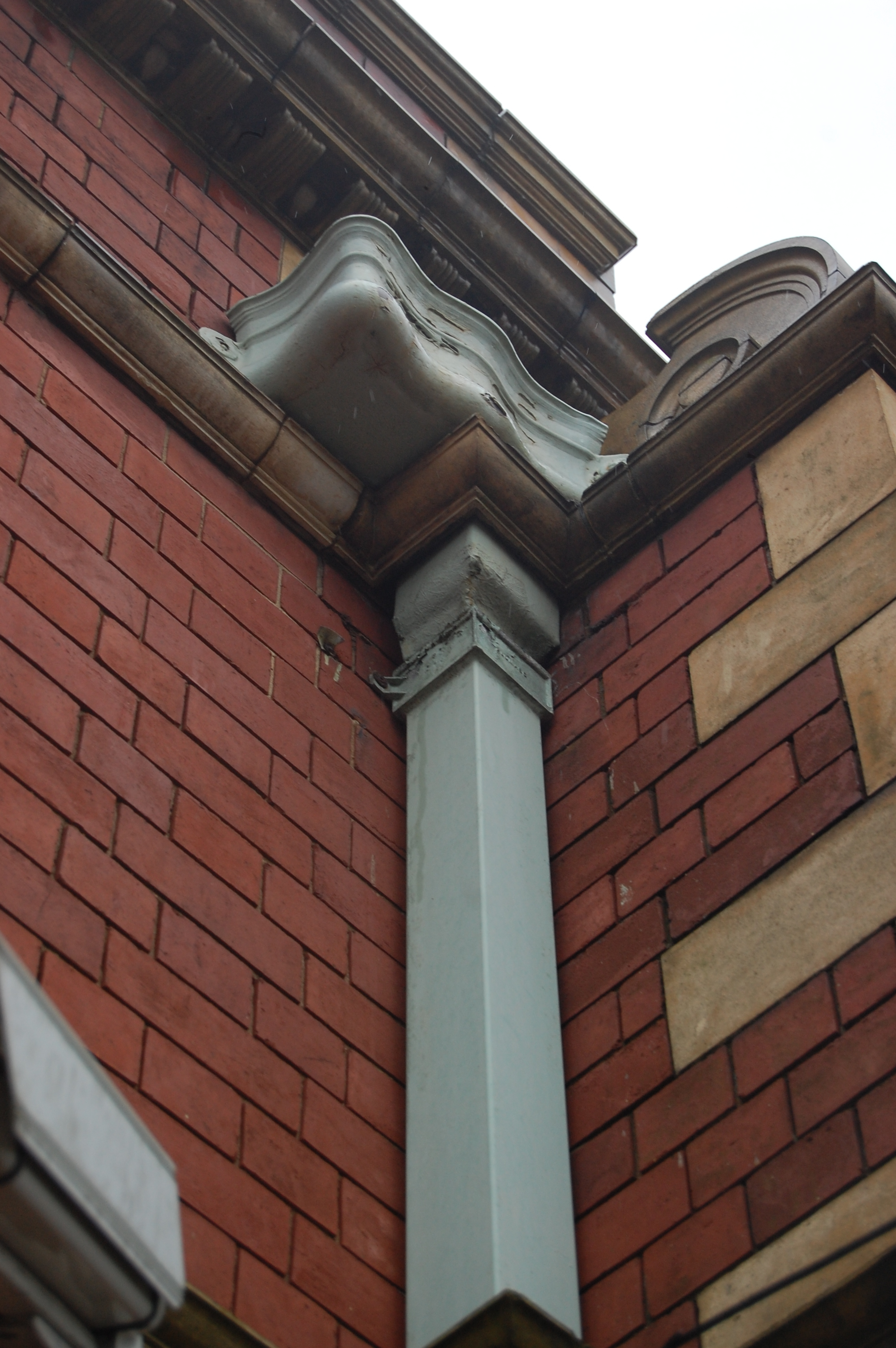
Descente de section carrée, Birmingham, Angleterre.

Une descente ou descente d'eau pluviale ou tuyau de descente (quelquefois noté DEP ou TD) est un tuyau de section circulaire, carrée ou rectangulaire, en général vertical qui relie la naissance d'une gouttière ou d'un chéneau à un réseau de collecte d'eaux pluviales. Une descente est souvent en zinc, en aluminium, en cuivre ou en PVC. En pied de descente se trouve généralement une « souche » ou « dauphin » qui la protège des chocs qu'elle pourrait subir à sa base. Le chemin suivi par une descente est quelquefois sinueux, ce qui oblige à insérer des coudes ou dévoiements sur son trajet. Le diamètre d'un tuyau de descente est fonction de la quantité d'eau qu'il faut drainer et donc principalement de la superficie de toiture, mais aussi de la forme du raccordement à la gouttière et de la pluviométrie locale. Le tuyau de descente est fixé à la façade par des attaches adaptées appelées « colliers » ou « bagues ». Pour éviter le passage des feuilles et brindilles qui peuvent obstruer le tuyau de descente, on peut ajouter une crapaudine à sa naissance, ou équiper la gouttière de grilles pare-feuilles.

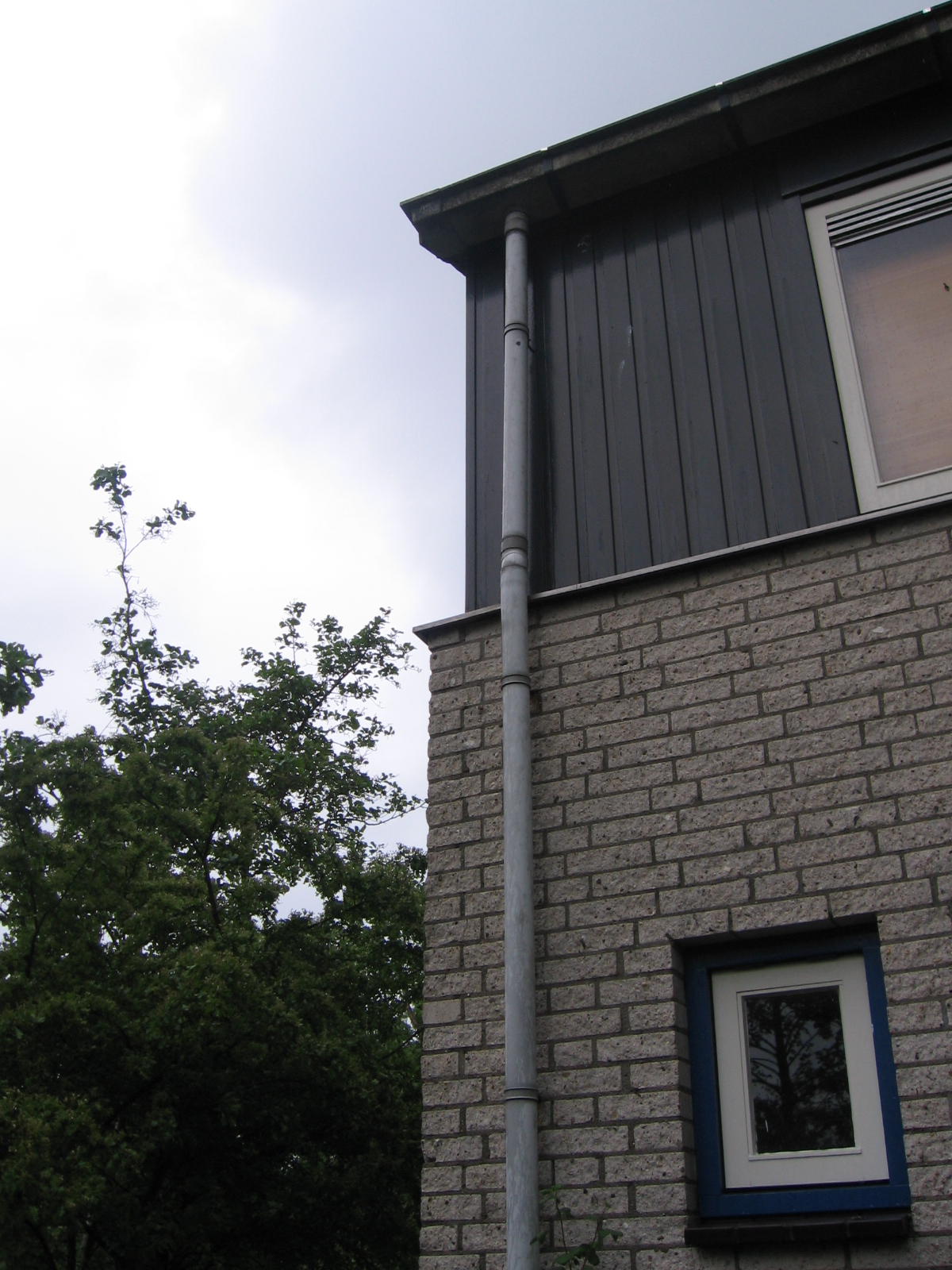
Descente en zinc verticale, fixée par des colliers.
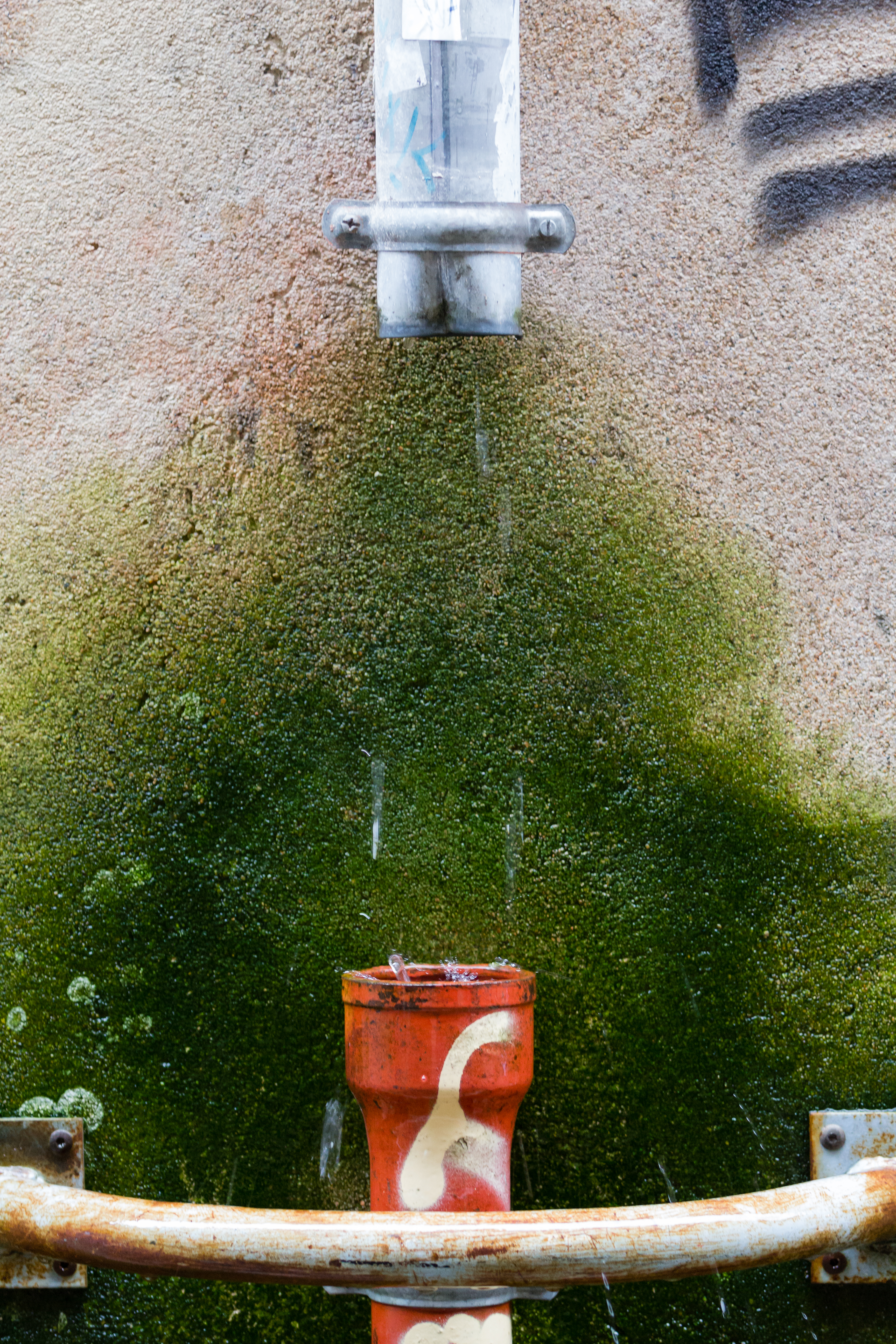
Descente tronquée laissant s’échapper l’eau de pluie.

Anciennement, on désignait par « cuiller » une pierre plate ou dalle, creusée d'une forme ronde ou ovale, avec un canal ou goulotte au-devant, servant à recevoir les eaux d'un tuyau de descente et à les conduire dans le ruisseau du pavé.
Un « souillard » désignait un trou dans un entablement ou dans l'épaisseur du mur pour le passage des eaux d'un chéneau, ou bien dans une dalle, pour les eaux d'un tuyau de descente, qui se perdent dans un puisard, ou s'écoulent par une gargouille.